# Idyll (skulptur)
Idyll är en skulptur i brons av Christian Eriksson från 1907. Det enda exemplaret ägs av Djurgårdsförvaltningen i Stockholm. Skulpturen stod tidigare på Kärleksudden vid Djurgårdsbrunnsviken på Södra Djurgården i Stockholm, men är numera istället placerad på den namnlösa udden mellan Framnäsudden och Kaptensudden.

## Beskrivning
Idyll avbildar ett naket par i avslappnad position. Christian Eriksons konstnärskollega i Rackstadsgruppen Fritz Lindström har stått modell för mannen och Christian Erikssons dåvarande hustru Jeanne de Tramcourt har stått modell för kvinnan.

## Historia
Skulpturen göts 1907 av Meyers konstgjuteri och restes samma år på Kärleksudden på Djurgården i Stockholm.
Den vandaliserades svårt natten mellan den 19 och 20 januari 2007, varvid huvudet på mansfiguren försvann. År 2016 ersattes Idyll av skulpturen Kvinnan i fredsarbetet av Peter Linde. Ett nytt manshuvud till Idyll skapades 2018 av Peter Linde på basis av fotografier och skulpturen restaurerades 2018 av Bergmans konstgjuteri i Stockholm. I juni 2022 återinvigdes skulpturen, med en ny placering på den namnlösa udden mellan Framnäsudden och Kaptensudden, i anslutning till Lusthusportens park.